# Danh sách tên ký hiệu của NATO cho máy bay vận tải
Tên ký hiệu của NATO/ASCC cho máy bay vận tải của Liên Xô, sắp xếp theo thứ tự bản báo cáo của NATO:
- "Cab" Lisunov Li-2
- "Camber" Ilyushin Il-86
- "Camel" Tupolev Tu-104
- "Camp" Antonov An-8
- "Candid" Ilyushin Il-76
- "Careless" Tupolev Tu-154
- "Cart" Tupolev Tu-70
- "Cash" Antonov An-28
- "Cat" Antonov An-10
- "Charger" Tupolev Tu-144
- "Clam" Ilyushin Il-18
- "Clank" Antonov An-30
- "Classic" Ilyushin Il-62
- "Cleat" Tupolev Tu-114
- "Cline" Antonov An-32
- "Clobber" Yakovlev Yak-42
- "Clod" Antonov An-14
- "Coach" Ilyushin Il-12
- "Coaler" Antonov An-72/An-74
- "Cock" Antonov An-22
- "Codling" Yakovlev Yak-40
- "Coke" Antonov An-24
- "Colt" Antonov An-2
- "Condor" Antonov An-124
- "Cooker" Tupolev Tu-110
- "Cookpot" Tupolev Tu-124
- "Coot" Ilyushin Il-20/Il-22
- "Cork" Yakovlev Yak-16
- "Cossack" Antonov An-225
- "Crate" Ilyushin Il-14
- "Creek" Yakovlev Yak-12
- "Crib" Yakovlev Yak-8
- "Crow" Yakovlev Yak-12
- "Crusty" Tupolev Tu-134
- "Cub" Antonov An-12
- "Cuff" Beriev Be-30/Be-32
- "Curl" Antonov An-26

Tên ký hiệu của NATO/ASCC cho máy bay vận tải, với các tên gọi theo sắp xếp của Liên Xô:
- Antonov An-2 "Colt"
- Antonov An-8 "Camp"
- Antonov An-10 "Cat"
- Antonov An-12 "Cub"
- Antonov An-14 "Clod"
- Antonov An-22 "Cock"
- Antonov An-24 "Coke"
- Antonov An-26 "Curl"
- Antonov An-28 "Cash"
- Antonov An-30 "Clank"
- Antonov An-32 "Cline"
- Antonov An-72/An-74 "Coaler"
- Antonov An-124 "Condor"
- Antonov An-225 "Cossack"
- Beriev Be-30/Be-32 "Cuff"
- Ilyushin Il-12 "Coach"
- Ilyushin Il-14 "Crate"
- Ilyushin Il-18 "Clam"
- Ilyushin Il-20/Il-22 "Coot"
- Ilyushin Il-62 "Classic"
- Ilyushin Il-76 "Candid"
- Ilyushin Il-86 "Camber"
- Lisunov Li-2 "Cab"
- Tupolev Tu-70 "Cart"
- Tupolev Tu-104 "Camel"
- Tupolev Tu-110 "Cooker"
- Tupolev Tu-114 "Cleat"
- Tupolev Tu-124 "Cookpot"
- Tupolev Tu-134 "Crusty"
- Tupolev Tu-144 "Charger"
- Tupolev Tu-154 "Careless"
- Yakovlev Yak-8 "Crib"
- Yakovlev Yak-12 "Creek"/"Crow"
- Yakovlev Yak-16 "Cork"
- Yakovlev Yak-40 "Codling"
- Yakovlev Yak-42 "Clobber"

Xem thêm: Tên ký hiệu của NATO